# Luochang (köpinghuvudort i Kina, Hubei Sheng, lat 30,36, long 112,33)
Luochang (kinesiska: 锣场镇) är en köpinghuvudort i Kina. Den ligger i provinsen Hubei, i den centrala delen av landet, omkring 190 kilometer väster om provinshuvudstaden Wuhan. Antalet invånare är 9 927. Befolkningen består av 4 868 kvinnor och 5 059 män. Barn under 15 år utgör 11,0 %, vuxna 15-64 år 80 %, och äldre över 65 år 8,0 %.
Runt Luochang är det tätbefolkat, med 735 invånare per kvadratkilometer. Närmaste större samhälle är Shashi, 10,4 km sydväst om Luochang. Trakten runt Luochang består till största delen av jordbruksmark.
Genomsnittlig årsnederbörd är 1 247 millimeter. Den regnigaste månaden är maj, med i genomsnitt 183 mm nederbörd, och den torraste är december, med 19 mm nederbörd.